# Venas geniculares
Las venas articulares de la rodilla o geniculares (venae genus, TA: venae geniculares) son venas que acompañan a las arterias geniculares o articulares de la rodilla y que desembocan en la vena poplítea.